# 4e congrès national du Parti communiste chinois
 (janvier 2025).
Si vous disposez d'ouvrages ou d'articles de référence ou si vous connaissez des sites web de qualité traitant du thème abordé ici, merci de compléter l'article en donnant les références utiles à sa vérifiabilité et en les liant à la section « Notes et références ».
Le 4e Congrès national du Parti communiste chinois (en chinois 中国共产党第四次全国代表大会) s'est tenu du 11 au 22 janvier 1925 dans le district de Hongkou à Shanghai. Le parti comptait alors 994 membres qui ont été représentés par 20 personnes lors du congrès.
Le front révolutionnaire uni établi entre le Parti communiste chinois (PCC) et le Komintern lors du précèdent congrès a rapidement uni le mouvement ouvrier et paysans. De ce fait, la cause communiste devenait de plus en plus populaire en Chine. Afin de résumer l'expérience de la coopération entre le PCC et le Komintern, de renforcer la direction du parti et de répondre aux nombreuses nouvelles questions auxquels le parti est confronté, le quatrième congrès fut convoqué. 
Chen Duxiu présenta le rapport politique. 
Au cours de ce congrès, la constitution du parti est modifiée. Étant donné que le nombre de membres avait doublé en un an, il est décidé de centraliser la direction du parti. Le comité exécutif central est donc aboli et le poste de secrétaire général restauré comme dirigeant principal du parti. C'est Chen Duxiu, ancien président du comité exécutif central et secrétaire général du parti de 1921 à 1922, qui est élu à ce poste.
Une résolution sur le mouvement ouvrier est votée, qui insiste sur la nécessité de multiplier les syndicats et les cellules d’entreprise du parti dans les grands centres industriels.
À l'issue du congrès, l'ensemble des présidences de comités locaux du parti sont dissoutes et remplacées par des secrétariats.